# بوراكومين

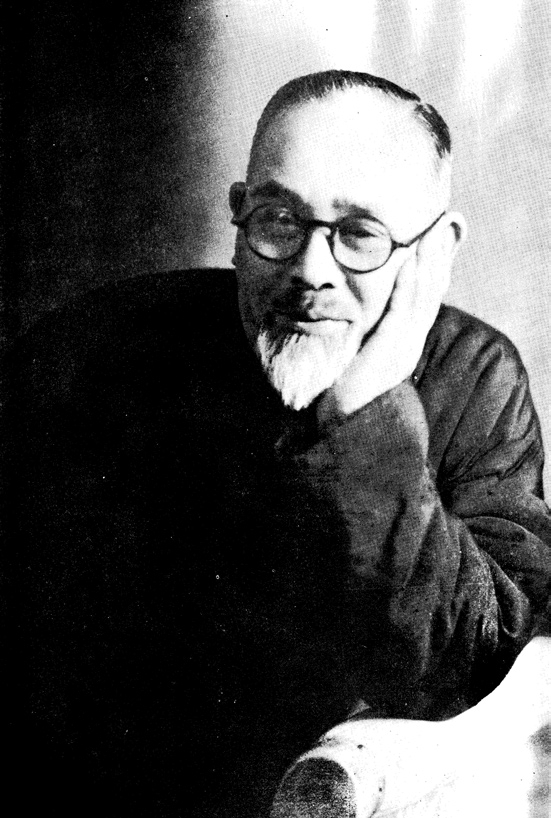

بوراكومين (باليابانية: 部落民) (بالروماجي: Burakumin) تطلق البوراكومين على مجموعة أو بالأحرى على أقلية من سكان اليابان مثل الآينو، وكذلك على المقيمين الكوريين والصينيين في اليابان.

## التعريف والأصل
البوراكومين هو الاسم المتعامل فيه باليابان لوصف مجموعة من اليابانيين الذين عملوا في أعمال يستحقرها اليابانيون في عصر الإقطاعية قديماَ، مثل القتل، أعمال الجنازة ودبغ الجلود، مهن تعتبر وضيعة آنذاك حسب الديانة الشنتوية. رغم تحرر اليابانيين من قوى الإقطاعية سنة 1871 لكن ما زال العاديون يستحقرون البوراكومين. ورغم ادعاء اليابانيين حريتهم في الكلام وديمقراطيتهم لكن ما زال الحديث عن مشكلة البوراكومين يعتبر من التابو في المجتمع والإعلام الياباني.

## أعدادهم
في دراسة للحكومة اليابانية قدمت عام 1993 قدرت أعداد الدوا تشيكو 同和地区 (وصف لأماكن سكن البوراكومين) بـ 4533 معظمها في المناطق الغربية من اليابان ويسكنها ما يقارب 892751 نسمة. في المقابل، اتحاد تحرير البوراكومين (部落解放同盟) يقدر اعدادهم بـ 3 ملايين نسمة. تنتشر فئة البوراكومين في قرابة 6000 حي داخل المناطق المقصية هذه الاحياء لا تزال تحضى بسمعه سيئة.

## العنصرية الموجهة ضدهم
بعتبر الحديث عن مشكلة البوراكومين في المجتمع الياباني من التابو لهذا المتجتمع الشبه منغلق. لكن من امثال العنصرية الموجهة لهذه الأقلية ان اليابانيين العاديون لا يتزوجون منهم كذلك انهم يواجهون من يتزوج من هذه الأقلية بالعنصرية ضدهم. كذلك لا يسمح للبوراكومين العمل في الوظائف الحكومية (لا يوجد ما يقول ذلك في القانون الياباني لكن الأعراف تسببه). إذا عرف رب العمل الياباني بوجود مثل هؤلاء الأشخاص معهم في العمل فإنهم يرغمونهم على التخلي عن وظيفتهم.